# Chlumetia lichenosa
Chlumetia lichenosa là một loài bướm đêm trong họ Noctuidae.